# Teratocoris viridis
Teratocoris viridis är en insektsart som beskrevs av Douglas och Scott 1867. Teratocoris viridis ingår i släktet Teratocoris och familjen ängsskinnbaggar. Arten är reproducerande i Sverige. Inga underarter finns listade i Catalogue of Life.